# Værker af Frédéric Chopin efter genre
Dette er en liste over værker af Frédéric Chopin ordnet efter genre. Der findes også en liste over Frédéric Chopins værker ordnet efter opusnummer.
De fleste af Chopins værker er soloværker for klaver, skønt han også komponerede to klaverkoncerter (hans to koncerter, nr. 1 og nr. 2, hører til de hyppigst spillede af den romantiske periodes klaverkoncerter) samt andre værker for ensembler.
Hans større soloværker, f.eks. hans sonater, de fire scherzoer, de fire ballader, Fantaisie i f-mol (opus 49) og Barcarolle i Fis-dur (opus 60) har vundet en fast plads i det klassiske repertoire ligesom hans kortere værker, f.eks. hans polonæser, mazurkaer, valse, impromptuer og nocturner.
To væsentlige samlinger er hans Etuder (opus 10 og 25) og de 24 Præludier (opus 28) (en samling korte stykker, der følger kvintcirklens tonearter i urets retning). Derudover komponerede Chopin talrige sange med afsæt i polske digte, samt kammermusik, bl.a. en klavertrio og en cellosonate.
Denne liste benytter de traditionelle opusnumre; værker uden opusnummer er angivet med numre fra katalogerne af Maurice J. E. Brown (B), Krystyna Kobylańska (KK) og Józef Michał Chomiński (A, C, D, E, P, S).

## Soloværker for klaver

### Ballader
- Opus 23: Ballade nr. 1 i g-mol (komponeret 1835-36)
- Opus 38: Ballade nr. 2 i F-dur (1836-39)
- Opus 47: Ballade nr. 3 i As-dur (1841)
- Opus 52: Ballade nr. 4 i f-mol (1842-43)

### Etuder
De fleste af Chopins etuder har fået farverige til- og øgenavne; ingen af dem er dog opfundet af Chopin selv, da han aldrig gav sine værker tilnavne. For etudernes vedkommende bruges kun tre tilnavne i større omfang: Black Keys (”Sorte Tangenter”), opus 10, nr. 5; Revolutionsetuden, opus 10, nr. 12; og Winter Wind (”Vinterbrise”), opus 25, nr. 11. Herunder er desuden vist en række andre tilnavne, der bruges fra tid til anden.
- Opus 10, 12 etuder (1829-32):
  - Nr. 1: Etude i C-dur, Waterfall (”Vandfald”) (komponeret 1830)
  - Nr. 2: Etude i a-mol, Chromatic (”Den Kromatiske”) (1830)
  - Nr. 3: Etude i E-dur, Tristesse (”Tristesse”) eller L’adieu (”Afskeden”) (1832)
  - Nr. 4: Etude i cis-mol, Torrent (”Malstrøm”) (1832)
  - Nr. 5: Etude i Ges-dur, Black Keys (”Sorte Tangenter”) (1830)
  - Nr. 6: Etude i es-mol (1830)
  - Nr. 7: Etude i C-dur, Toccata (1832)
  - Nr. 8: Etude i F-dur, Sunshine (”Solskin”) (1829)
  - Nr. 9: Etude i f-mol (1829)
  - Nr. 10: Etude i As-dur (1829)
  - Nr. 11: Etude i Es-dur, Arpeggio (1829)
  - Nr. 12: Etude i c-mol, Revolutionary (”Revolutionsetuden”) (1831)

- Opus 25, 12 etuder:
  - Nr. 1: Etude i As-dur, Aeolian Harp (”Den Æoliske Harpe”), eller Shepherd Boy (”Hyrdedrengen”) (komponeret 1836)
  - Nr. 2: Etude i f-mol, The Bees (”Bierne”) (1836)
  - Nr. 3: Etude i F-dur, The Horseman (”Rytteren”) (1836)
  - Nr. 4: Etude i a-mol (1832-34)
  - Nr. 5: Etude i e-mol, Wrong Note (”Forkert Tone”) (1832-34)
  - Nr. 6: Etude i gis-mol, Double Third (”Dobbeltterts”) (1832-34)
  - Nr. 7: Etude i cis-mol, Cello (1836)
  - Nr. 8: Etude i Des-dur, Sixths (”Sekster”) (1832-34)
  - Nr. 9: Etude i Ges-dur, Butterfly (”Sommerfuglen”) (1832-34)
  - Nr. 10: Etude i h-mol, Octave (”Oktav”) (1832-34)
  - Nr. 11: Etude i a-mol, Winter Wind (”Vinterbrise”) (1834)
  - Nr. 12: Etude i c-mol, Ocean (1836)

- Trois nouvelles études (1839):
  - Nr. 1: Etude i f-mol
  - Nr. 2: Etude i As-dur
  - Nr. 3: Etude i Des-dur

### Impromptuer
- Opus 29: Impromptu nr. 1 i As-dur (1837)
- Opus 36: Impromptu nr. 2 i Fis-dur (1839)
- Opus 51: Impromptu nr. 3 i Ges-dur (1843)

#### Udgivet posthumt
- Opus 66: Fantaisie-Impromptu i cis-mol (1834)

### Mazurkaer
- To mazurkaer (unummererede; 1826; udgivet 1826; uden opusnummer; B. 16, KK IIa/2-3, S 1, nr. 2):
  - a) Mazurka i G-dur
  - b) Mazurka i B-dur

- Opus 6, fire mazurkaer (nr. 1-4) (1830):
  - Nr. 1: Mazurka i fis-mol
  - Nr. 2: Mazurka i cis-mol
  - Nr. 3: Mazurka i E-dur
  - Nr. 4: Mazurka i es-mol

- Opus 7, fem mazurkaer (nr. 5-9) (1830-31):
  - Nr. 1: Mazurka i B-dur
  - Nr. 2: Mazurka i a-mol
  - Nr. 3: Mazurka i f-mol
  - Nr. 4: Mazurka i As-dur
  - Nr. 5: Mazurka i C-dur

- Opus 17, fire mazurkaer (nr. 10-13) (1832-33):
  - Nr. 1: Mazurka i B-dur
  - Nr. 2: Mazurka i e-mol
  - Nr. 3: Mazurka i As-dur
  - Nr. 4: Mazurka i a-mol

- Opus 24, fire mazurkaer (nr. 14-17) (1834-35):
  - Nr. 1: Mazurka i g-mol
  - Nr. 2: Mazurka i C-dur
  - Nr. 3: Mazurka i As-dur
  - Nr. 4: Mazurka i b-mol

- Opus 30, fire mazurkaer (nr. 18-21) (1836-37):
  - Nr. 1: Mazurka i c-mol
  - Nr. 2: Mazurka i h-mol
  - Nr. 3: Mazurka i Des-dur
  - Nr. 4: Mazurka i cis-mol

- Opus 33, fire mazurkaer (nr. 22-25) (1837-38):
  - Nr. 1: Mazurka i gis-mol
  - Nr. 2: Mazurka i D-dur
  - Nr. 3: Mazurka i C-dur
  - Nr. 4: Mazurka i h-mol

- Opus 41, fire mazurkaer (nr. 26-29) (1838-39):
  - Nr. 1: Mazurka i cis-mol
  - Nr. 2: Mazurka i e-mol
  - Nr. 3: Mazurka i H-dur
  - Nr. 4: Mazurka i As-dur

- Mazurka i a-mol (nr. 50; ’Notre Temps’; 1840; udgivet 1841 i Six morceaux de salon, uden opusnummer; B. 134; KK IIb/4; S 2/4)
- Mazurka i a-mol (nr. 51; ’Émile Gaillard’; 1840; udgivet 1841 i Album de pianistes polonais, uden opusnummer; B. 140; KK IIb/5; S 2/5)

- Opus 50, tre mazurkaer (nr. 30-32) (1841-42):
  - Nr. 1: Mazurka i G-dur
  - Nr. 2: Mazurka i As-dur
  - Nr. 3: Mazurka i cis-mol

- Opus 56, tre mazurkaer (nr. 33-35) (1843):
  - Nr. 1: Mazurka i H-dur
  - Nr. 2: Mazurka i C-dur
  - Nr. 3: Mazurka i c-mol

- Opus 59, tre mazurkaer (nr. 36-38) (1845):
  - Nr. 1: Mazurka i a-mol
  - Nr. 2: Mazurka i As-dur
  - Nr. 3: Mazurka i fis-mol

- Opus 63, tre mazurkaer (nr. 39-41) (1846):
  - Nr. 1: Mazurka i H-dur
  - Nr. 2: Mazurka i f-mol
  - Nr. 3: Mazurka i cis-mol

#### Udgivet posthumt

##### Med opusnumer
- Opus 67, fire mazurkaer (nr. 42-45; 1835-49; udgivet 1855):
  - Nr. 1: Mazurka i G-dur (1835)
  - Nr. 2: Mazurka i g-mol (1849)
  - Nr. 3: Mazurka i C-dur (1835)
  - Nr. 4: Mazurka i a-mol (1846)

- Opus 68, fire mazurkaer (nr. 46-49; 1827-49; udgivet 1855):
  - Nr. 1: Mazurka i C-dur (1829)
  - Nr. 2: Mazurka i a-mol (1827)
  - Nr. 3: Mazurka i F-dur (1829)
  - Nr. 4: Mazurka i f-mol (1849) (sidste komposition)

##### Uden opusnummer
- Mazurka i C-dur (1833; udgivet 1870; B. 82; KK IVB/3; P 2/3)
- Mazurka i D-dur (1829; udgivet 1875; B 31/71; KK IVa/7; P 1/7)
- Mazurka i B-dur (1831; udgivet 1909; B. 73; KK IVb/1; P 2/1)
- Mazurka i D-dur, ’Mazurek’ (1820; udgivet 1910; B. 4; KK Anh Ia/1; A 1/1)
- Mazurka i As-dur (1834; udgivet 1930; B. 85; KK IVb/4; P 2/4)
- Mazurka i D-dur (1832; ukendt udgivelsesår; P 2/2)

### Nocturner
- Opus 9, tre nocturner (1830-31):
  - Nr. 1: Nocturne i b-mol
  - Nr. 2: Nocturne i Es-dur
  - Nr. 3: Nocturne i H-dur

- Opus 15, tre nocturner (1830-33):
  - Nr. 1: Nocturne i F-dur (1830-31)
  - Nr. 2: Nocturne i Fis-dur (1830-31)
  - Nr. 3: Nocturne i g-mol (1833)

- Opus 27, to nocturner (1835):
  - Nr. 1: Nocturne i cis-mol
  - Nr. 2: Nocturne i Des-dur

- Opus 32, to nocturner:
  - Nr. 1: Nocturne i H-dur (1836-37)
  - Nr. 2: Nocturne i As-dur (1836-37)

- Opus 37, to nocturner (1838-39):
  - Nr. 1: Nocturne i g-mol (1838)
  - Nr. 2: Nocturne i G-dur (1839)

- Opus 48, to nocturner (1841):
  - Nr. 1: Nocturne i c-mol
  - Nr. 2: Nocturne i fis-mol

- Opus 55, to nocturner (1843):
  - Nr. 1: Nocturne i f-mol
  - Nr. 2: Nocturne i Es-dur

- Opus 62, to nocturner (1846):
  - Nr. 1: Nocturne i H-dur
  - Nr. 2: Nocturne i E-dur

#### Udgivet posthumt

##### Med opusnummer
- Opus 72 (1826-27):
  - Nr. 1: Nocturne i e-mol (1827)

##### Uden opusnummer
- P. 1/16: Nocturne i cis-mol, Lento con gran espressione (1830)
- P. 2/8: Nocturne i c-mol (1837)
- A. 1/6: Nocturne i cis-mol (Nocturne oubliée) (tvivlsom)

### Polonæser
- Opus 26, to polonæser (1834-35):
  - Nr. 1: Polonæse i cis-mol
  - Nr. 2: Polonæse i es-mol

- Opus 40, to polonæser (1838-39):
  - Nr. 1: Polonæse i A-dur, Military (”Den Militære”) (1838)
  - Nr. 2: Polonæse i c-mol (1838-39)

- Opus 44: Polonæse i f-mol, Tragic (”Den Tragiske”) (1841)
- Opus 53: Polonæse i As-dur, Heroic (”Den Heroiske”) eller Drum (”Tromme”) (1842)
- Opus 61: Polonaise-Fantaisie i As-dur (1845-46)

#### Udgivet posthumt

##### Med opusnummer
- Opus 71, tre polonæser (1825-28):
  - Nr. 1: Polonæse i d-mol (1825)
  - Nr. 2: Polonæse i B-dur (1828)
  - Nr. 3: Polonæse i f-mol (1828)

##### Uden opusnummer
- KK IIa nr. 1: Polonæse i g-mol (1817)
- KK IVa, fem polonæser (1817-29):
  - Nr. 1: Polonæse i B-dur (1817)
  - Nr. 2: Polonæse i As-dur (1821)
  - Nr. 3: Polonæse i gis-mol (1822)
  - Nr. 5: Polonæse i b-mol, Adieu à Guillaume Kolberg (1826)
  - Nr. 8: Polonæse i Ges-dur (1829)

### Præludier
- Opus 28, 24 præludier (1836-39):
  - Nr. 1: Præludium i C-dur (1839)
  - Nr. 2: Præludium i a-mol (1838)
  - Nr. 3: Præludium i G-dur (1838-39)
  - Nr. 4: Præludium i e-mol (1838)
  - Nr. 5: Præludium i D-dur (1838-39)
  - Nr. 6: Præludium i h-mol (1838-39)
  - Nr. 7: Præludium i A-dur (1836)
  - Nr. 8: Præludium i fis-mol (1838-39)
  - Nr. 9: Præludium i E-dur (1838-39)
  - Nr. 10: Præludium i cis-mol (1838-39)
  - Nr. 11: Præludium i H-dur (1838-39)
  - Nr. 12: Præludium i gis-mol (1838-39)
  - Nr. 13: Præludium i Fis-dur (1838-39)
  - Nr. 14: Præludium i es-mol (1838-39)
  - Nr. 15: Præludium i Des-dur, Regndråbepræludiet (1838-39)
  - Nr. 16: Præludium i b-mol (1838-39)
  - Nr. 17: Præludium i As-dur (1836)
  - Nr. 18: Præludium i f-mol (1838-39)
  - Nr. 19: Præludium i Es-dur (1838-39)
  - Nr. 20: Præludium i c-mol, Chord (”Akkord”) eller Funeral March (”Begravelsesmarch”) (1838-39)
  - Nr. 21: Præludium i B-dur (1838-39)
  - Nr. 22: Præludium i g-mol (1838-39)
  - Nr. 23: Præludium i F-dur (1838-39)
  - Nr. 24: Præludium i d-mol (1838-39)

- Opus 45: Præludium i cis-mol (1841)

#### Udgivet posthumt
- P. 2/7: Præludium i As-dur (1834; udgivet 1918; dedikeret til Pierre Wolff)
- A. 1/2: Præludium i F-dur
- Præludium i es-mol, Devil’s Trill (”Djævelens Trille”)

### Rondoer
- Opus 1: Rondo i c-mol (1825; arrangeret for firehændigt klaver 1834)
- Opus 5: Rondo à la mazur i F-dur (1826)
- Opus 14: Rondo à la Krakowiak i F-dur (1828)
- Opus 16: Rondo i Es-dur (1832)

#### Udgivet posthumt
- Opus 73: Rondo i C-dur; versioner for tohændigt og firehændigt klaver (1828)

### Scherzoer
- Opus 20: Scherzo nr. 1 i h-mol (1831-32)
- Opus 31: Scherzo nr. 2 i b-mol (1837)
- Opus 39: Scherzo nr. 3 i cis-mol (1839)
- Opus 54: Scherzo nr. 4 i E-dur (1842)

### Sonater
- Opus 35: Klaversonate nr. 2 i b-mol (med Begravelsesmarchen, 3. sats) (1839)
- Opus 58: Klaversonate nr. 3 i h-mol (1844)

#### Udgivet posthumt
- Opus 4: Klaversonate nr. 1 i c-mol (1828)

### Variationer
- Opus 12: Variations brillantes i B-dur over ’Je vends des scapulaires’ fra Hérolds Ludovic (1833)
- B. 113: Variationer i E-dur til Hexaméron (1837; udgivet 1839)

#### Udgivet posthumt
- B. 9: Variationer i E-dur for fløjte og klaver over ’Non più mesta’ fra Rossinis Le Cenerentola, KK. Anh. Ia/5, (1824; udgivet 1955) (tvivlsom)
- KK. IVa/6: Introduktion, Tema og Variationer i D-dur over en veneziansk melodi (for firehændigt klaver) (1826; udgivet 1965)
- B. 12a: Variationer i D-dur eller h-mol over en irsk nationalmelodi (af Thomas Moore) for to klaverer, P. 1/6 (1826)
- B. 14: Variationer i E-dur over sangen ’Der Schweizerbub: Steh’ auf, steh’ auf o du Schweizer Bub’, også kendt som Introduction et Variations sur un Lied allemand (1826; udgivet 1851)
- B. 37: Variationer i A-dur, Souvenir de Paganini (1829; udgivet 1881)

#### Tabt
- KK. Ve/9: Variationer (januar 1818)
- KK. Vb/2: Variationer i F-dur (for firehændigt klaver eller to klaverer) (1826)
- KK. VIIa/3: Variationer over en ukrainsk dumka for violin og klaver; af Antoni Radziwiłł, fuldendt af Chopin (i juni 1830)

### Valse
- Opus 18: Grande valse brillante i Es-dur (1833)
- Opus 34, Trois grandes valses brillantes (1831-38):
  - Nr. 1: Vals i As-dur (1835)
  - Nr. 2: Vals i a-mol (1831)
  - Nr. 3: Vals i F-dur (1838)
- Opus 42: Vals i As-dur (1840)
- Opus 64, tre valse (1840-46):
  - Nr. 1: Vals i Des-dur, Minutvalsen (1846)
  - Nr. 2: Vals i cis-mol (1846)
  - Nr. 3: Vals i As-dur (ca. 1840)

#### Udgivet posthumt

##### Med opusnummer
- Opus 69, to valse (udgivet 1852):
  - Nr. 1: Vals i As-dur, L’Adieu (”Afskedsvalsen”) (1835)
  - Nr. 2: Vals i h-mol (1829)
- Opus 70, tre valse (udgivet 1855):
  - Nr. 1: Vals i Ges-dur (1833)
  - Nr. 2: Vals i f-mol (1841)
  - Nr. 3: Vals i Des-dur (1829)

##### Uden opusnummer
- Vals i e-mol, B. 56, KK IVa/15, P. 1/15 (udgivet 1868)
- Vals i E-dur, B. 44, KK IVa/12, P. 1/12 (udgivet 1871-72)
- Vals i As-dur, B. 21, KK IVa/13, P. 1/13 (udgivet 1902)
- Vals i Es-dur, B. 46, KK IVa/14, P. 1/14 (udgivet 1902)
- Vals i fis-mol, Valse mélancolique, KK Ib/7, A. 1/7 (udgivet 1932) (anset for tvivlsom)
- Vals i a-mol, B. 150, KK IVb/11, P. 2/11 (udgivet 1955)
- Vals i Es-dur (Sostenuto), B. 133, KK IVb/10 (udgivet 1955) (regnes ikke altid for en vals)

### Diverse
- Opus 19: Bolero (1833)
- Opus 43: Tarantel i As-dur (1841)
- Opus 46: Allegro de concert i A-dur (1832-41)
- Opus 49: Fantaisie i f-mol (1841)
- Opus 57: Berceuse i Des-dur (1843)
- Opus 60: Barcarolle i Fis-dur (1845-46)

#### Udgivet posthumt

##### Med opusnummer
- Opus 72 (1827-30):
  - Nr. 2: Marche funèbre (”Begravelsesmarch”) i c-mol (1829; B. 20)
  - Nr. 3: Tre ecossaiser (1830)
    - Nr. 1 i D-dur
    - Nr. 2 i G-dur
    - Nr. 3 i Des-dur

##### Uden opusnummer
- B. 151: Album Leaf (Moderato) i E-dur (1843)
- KK. Vb/1: Andante dolente i b-mol (gået tabt)
- B. 117: Andantino i g-mol (arrangement af klaverstemmen til sangen Wiosna; der findes fem forskellige manuskripter)
- B. 160b: 2 Bourrées (1846 og 1848)
- B. 129a: Kanon i f-mol
- B. 84: Cantabile i B-dur
- B. 17: Contredanse i Ges-dur (1826) (tvivlsom)
- KK. Ve/3: Ecossaise (ukendt tilblivelsesår; gået tabt)
- KK. Vb/9: Ecossaise i B-dur (1827; gået tabt)
- B. 144: Fuga i a-mol (1841-42)
- KK. VIIa/2: 3 fugaer (a-mol, F-dur, d-mol; arrangement af Cherubinis Cours de contrepoint et de fugue)
- P. 2/13: Galop i As-dur (Galop Marquis) (1846)
- P. 2/6: Klavierstück i B-dur (1834)
- P. 2/5: Klavierstück i Es-dur (1837)
- P. 2/10: Klavierstück i Es-dur (Sostenuto) (1840; regnes somme tider for en vals – se under posthumt udgivne valse uden opusnummer)
- B. 109a: Largo i Es-dur

## Klaver og orkester

### Klaverkoncerter
- Opus 11: Klaverkoncert nr. 1 i e-mol (komponeret 1830)
- Opus 21: Klaverkoncert nr. 2 i f-mol (1829-30)

### Diverse
- Opus 2: Variationer over ’Là ci darem la mano’ fra Mozarts opera Don Giovanni i B-dur (1827)
- Opus 13: Fantaisie brillante over polske melodier i A-dur (1828)
- Opus 14: Rondo à la Krakowiak i F-dur (1828)
- Opus 22: Andante spianato et grande polonaise brillante i Es-dur (1830-31)[1]

## Cello og klaver
- B. 70: Grand Duo concertant i E-dur (1832; komponeret sammen med Auguste Franchomme)
- Opus 3: Introduction et polonaise brillante i C-dur (1829-30)
- Opus 65: Cellosonate i g-mol (1845-46)

## Violin, cello og klaver
- Opus 8: Trio for violin, cello og klaver i g-mol (1829)

## Vokalværker

### Udgivet posthumt

#### Med opusnummer
- Opus 74, 17 sange (1829-1847; på polsk)
  - Nr. 1: Życzenie (”Ønsket”) (1829)
  - Nr. 2: Wiosna (”Forår”) (1838)
  - Nr. 3: Smutna Rzeka (”Den Triste Flod”) (1831)
  - Nr. 4: Hulanka (”Festlighed”) (1830)
  - Nr. 5: Gdzie lubi (”Det hun elsker”) (1829)
  - Nr. 6: Precz z moich oczu (”Ude af mit syn”) (1830)
  - Nr. 7: Poseł (”Budbringeren”) (1830)
  - Nr. 8: Śliczny chłopiec (”Den kønne dreng”) (1841)
  - Nr. 9: Z gór, gdzie dźwigali strasznych krzyżów brzemię [Melodia] (”Fra bjergene, hvor de bar tunge kors [melodi]”) (1847)
  - Nr. 10: Wojak (”Krigeren”) (1830)
  - Nr. 11: Dwojaki koniec (”De to ender”) (1845)
  - Nr. 12: Moja pieszczotka (”Min skat”) (1837)
  - Nr. 13: Nie ma czego trzeba (”Jeg ønsker, hvad jeg ej har”) (1845)
  - Nr. 14: Pierścień (”Ringen”) (1836)
  - Nr. 15: Narzeczony (”Brudgommen”) (1831)
  - Nr. 16: Piosnka litewska (”Litauisk sang”) (1831)
  - Nr. 17: Śpiew z mogiłki (”Bladene daler, hymne fra graven”) (1836)

#### Uden opusnummer
- Czary (”Fortryllelse”) (1830)
- Dumka (”Drømmeri”) (1840)

## Eksterne links
- Klasikal.com Arkiveret 30. august 2009 hos  Wayback Machine – hjemmeside viet til klassisk musik. Indeholder koncertvideoer og noder til mange af Frédéric Chopins værker. (engelsk)
- Komplet liste over Chopins værker Arkiveret 17. august 2012 hos  Wayback Machine – med baggrundsinformation, læsevejledning, nodeark og indspilninger. (engelsk)
- Chopin: the poet of the piano – komplet liste over Chopins musik med illustrationer, årstalsangivelser for tilblivelse og udgivelse, dedikationer, analyser og citater. (engelsk)
- The Chopin Project – har yderligere information, links, ressourcer og indspilninger af Chopins soloværker for klaver. (engelsk)
- PDF-nodeark fra Mutopia Project. (engelsk)